# Einerverfolgung der Männer bei den Panamerikanischen Spielen
Seit 1951 werden Wettbewerbe im Radsport im Rahmen der Panamerikanische Spiele (Juegos Panamericanos) veranstaltet. Die Einerverfolgung der Männer bei den Panamerikanischen Spielen als Disziplin im Bahnradsport wurde von 1951 bis 2007 ausgetragen. Von 1987 bis 2007 wurde der Wettbewerb auch für Frauen veranstaltet.

## Palmarès
- 1951  Jorge Vallmitjana
- 1967  Martín Emilio Rodríguez
- 1971  Martín Emilio Rodríguez
- 1975  Balbino Jaramillo
- 1978  Claude Langlois
- 1983  David Grylls
- 1987  Gabriel Curuchet
- 1991  Raúl Domínguez
- 1995  Kent Bostick
- 1999  Dylan Casey
- 2003  Edgardo Simón
- 2007  Enzo Cesario